# Barra Nova (São Mateus)
Distrito de Barra Nova
Barra Nova é uma distrito do município de São Mateus. Em sua sede, localizam-se uma praia e uma vila, de mesmo nome, muito procurada por turistas que procuram paz e tranquilidade.
Também encontra-se nessa localidade a foz do Rio Mariricu, formada artificialmente em meados do século XX com o intuito de drenar a região da Suruaca. A partir da criação dessa foz formou-se a Ilha de Guriri, maior ilha do estado do Espírito Santo.

## História
Poucos sabem que o Rio Mariricu, formado com a abertura da nova barra, era na verdade o Rio Barra Seca, que ia desaguar no Rio São Mateus. Sabendo que em determinado ponto esse rio se aproximava muito do Oceano Atlântico, o Comendador Reginaldo Gomes da Cunha, irmão do Barão dos Aimorés, teve a iniciativa de criar um pequeno canal ligando o rio ao mar. Daí o nome Barra Nova, dado à pequena baía que ali se formou. Essa nova barra foi criada em 1866 com a finalidade de se criar um novo porto, devido à precariedade da foz do Rio São Mateus, em Conceição da Barra, o que dificultava a navegação. Outra intenção era o esgotamento das águas da região da Suruaca, aproveitando assim suas terras férteis para a expansão da pecuária.

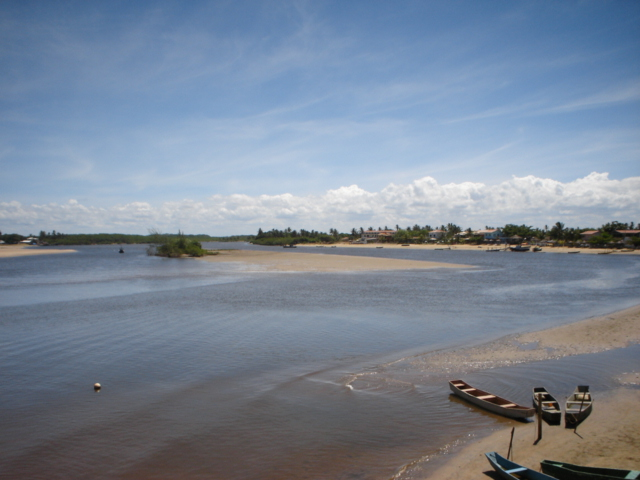
Praia de Barra Nova

## Praia de Barra Nova
Constitui-se numa das mais belas de São Mateus. Sua beleza está nos manguezais e na baía que ali se formou por ocasião da abertura da barra artificial.
É bastante procurada por turistas que procuram paz e sossego.
Entre a praia de Barra Nova e a de Guriri encontra-se as praias do Caramujo, Oitezeiro, Brejo Velho, Aldeia do Coco, Ranchinho e Gameleira. Quase todas são agrestes, com área de restinga bastante devastada.